# Pfälzische Kirchenteilung
In der Pfälzischen Kirchenteilung wurden die Kirchen in der Kurpfalz zwischen den Reformierten und den Katholiken aufgeteilt. Der Teilungsschlüssel wurde in der Kurpfälzischen Religionsdeklaration 1705 festgelegt.

## Geschichte
Im Zuge der Reformation war die Kurpfalz, von kurzen lutherischen Zwischenspielen abgesehen, zum reformierten Bekenntnis gewechselt. Im Jahr 1685 erlosch die reformierte Linie Pfalz-Simmern, so dass die Kur auf die in Düsseldorf residierende katholische wittelsbachische Nebenlinie Pfalz-Neuburg überging. Der aus diesem Ereignis vom französischen König Ludwig XIV. ausgelöste Pfälzische Erbfolgekrieg führte zu schweren Zerstörungen der Kurpfalz und einer starken Dezimierung der Bevölkerung. Außerdem führte Frankreich die katholische Religionsausübung wieder ein.
Der Frieden von Rijswijk beendete 1697 den Krieg. Die Rijswijker Klausel in dessen Artikel IV bestimmte, dass die katholischen Orte ihre Konfession beibehalten sollten. Das neue kurfürstliche Haus unter Kurfürst Johann Wilhelm (1690–1716) förderte die Gegenreformation, unterstützte den Jesuitenorden und die Ansiedelung von Neubürgern aus katholischen Nachbarländern. 1698 dekretierte der Kurfürst eine Simultannutzung der protestantischen Kirchen des Landes für Reformierte, Lutheraner und Katholiken. Die inzwischen erbauten katholischen Kirchen blieben hingegen den Katholiken vorbehalten.
Durch diese Politik wurden zunehmende konfessionelle Spannungen ausgelöst. Brandenburg-Preußen, das sich als reformierte Schutzmacht sah, protestierte scharf. Während des Spanischen Erbfolgekriegs versuchte Johann Wilhelm die Oberpfalz und die vornehmere Kur von Bayern zurückzugewinnen, wofür er die Stimmen der protestantischen Fürsten benötigte und in Verhandlungen mit Preußen eintrat.

## Kurpfälzische Religionsdeklaration
Nachdem König Friedrich I. in Preußen (1657–1713) seine Regierungen in Halberstadt, Magdeburg und Minden angewiesen hatte, die dortigen katholischen Güter, Gefälle und Renten genauso wie die der Reformierten in der Kurpfalz zu behandeln, einigten sich am 21. November 1705 die Kurpfalz und Brandenburg-Preußen auf die Kurpfälzische Religionsdeklaration. Kernpunkte waren die Garantie der Gewissensfreiheit und die Aufhebung der Simultaneen.
Die Kirchen im Land wurden mitsamt Pfarrhäusern und Schulen zwischen den Reformierten und den Katholiken im Verhältnis fünf zu zwei aufgeteilt. Sonderregelungen gab es für die drei Hauptstädte Heidelberg, Mannheim und Frankenthal sowie die Oberamtsstädte Alzey, Kaiserslautern, Neustadt an der Weinstraße, Oppenheim, Bacharach und Weinheim. In den Städten mit zwei Kirchen sollte die eine den Protestanten und die andere den Katholiken zufallen; in den anderen, wo nur eine Kirche bestand, der Chor vom Langhaus durch eine Mauer geschieden, und jener den Katholiken, dieses den Protestanten eingeräumt werden. Eine der wenigen in Folge der Kurpfälzischen Religionsdeklaration heute noch durch eine Mauer aufgeteilte Kirche ist die Stiftskirche (Neustadt an der Weinstraße). Hier wird die lange umstrittene Trennmauer inzwischen als Denkmal und Besonderheit verstanden. Auch die St.-Rufus-Kirche im kurpfälzischen Pfandbesitz Gau-Odernheim wurde damals entsprechend in zwei Hälften geteilt. Die Abgrenzung zwischen Chor und Langhaus erfolgte jedoch mittels einer Bretterwand, die heutige Trennmauer wurde erst 1891 nachträglich errichtet. Auch die Stiftskirche St. Juliana in Mosbach besitzt heute noch eine solche 300 Jahre alte Trennmauer, in welche zum 300. Jahrestag der Teilung wieder eine kleine Pforte gebrochen wurde. Diese wurde am 27. Juli 2008 feierlich als Ökumene-Tür durch Weihbischof Bernd Uhl und Oberkirchenrat Gerhard Victor eröffnet.
Den Lutheranern wurden nur jene Kirchen zugestanden, die sie im Jahr 1624 besaßen oder danach gebaut hatten.

## Kirchenteilung
Für die Zuteilung der Kirchen wurde eine Kommission eingerichtet, die aus je zwei Reformierten und Katholiken bestand. Sie tagte erstmals im Mai 1706 und begann mit den Inspektionen Ladenburg, Wiesloch und Weinheim. Die Kirchengebäude wurden in vier Klassen eingeteilt:
- Kirchen in Orten, wo reformierte Pfarrer wohnten
- gut erhaltene Filialkirchen
- weniger gut erhaltene Filialkirchen
- zerstörte Kirchen

In jedem Oberamt wurden in jeder Klasse Gruppen mit sieben Kirchen gebildet. Auf die erste und die dritte Kirche hatten die Reformierten das Zugriffsrecht, auf die zweite und vierte die Katholiken. Die übrigen drei schließlich fielen wieder an die Reformierten.
Die ersten Kirchen wurden noch aus der Ferne vergeben, was schnell zu Streitigkeiten führte. Daraufhin begann die Kommission die Oberämter zu bereisen. Immer wieder gab es jedoch um einzelne Orte Zwist. Nach zum Teil zähen Verhandlungen war die Kirchenteilung mit der Konferenz in Mannheim im November 1706 auf dem Papier im Wesentlichen beendet. Doch der Vollzug zog sich noch hin. Erst nach mehreren Fristsetzungen durch den Kurfürsten wurden 1707 die Simultaneen aufgelöst. Davon nicht betroffen waren die Kirchen, für die aus anderen Rechtsgründen, wie dem Bergsträßer Rezess, die Simultannutzung weiterhin galt.
Die Kommission bestand weiter. Sie hatte die Teilung zu überwachen und kümmerte sich um strittige Punkte. Erst 1713 stellte sie ihre Tätigkeit ein.